# Битва за Тарент (212 до н. э.)
Би́тва за Таре́нт (212 год до н. э.) — взятие карфагенской армией под командованием Ганнибала италийского города Тарент.

## Предыстория
Группа жителей Тарента, взятых римлянами в заложники, предприняли неудачную попытку бегства. Римляне сбросили провинившихся со скалы. На население Тарента это произвело гнетущее впечатление. Однажды вечером из городских ворот вышли 13 юношей и двинулись к карфагенскому лагерю, находившемуся недалеко от города. Двое из них, Никон и Филемен, добрались до передовых постов карфагенян, откуда их препроводили к Ганнибалу. Юноши рассказали ему об обстановке в городе и выразили желание сдать город карфагенянам. Ганнибал велел им прийти ещё раз, назначил день и час встречи, а перед уходом распорядился выдать им несколько голов домашнего скота, чтобы было чем расплатиться со стражниками ворот. На следующей встрече карфагенский полководец обговорил с юношами условия сдачи Тарента: карфагеняне обязались не вмешиваться во внутреннюю жизнь города.
Филемен договорился с начальником гарнизона, Марком Ливием, что будет приносить после каждой своей «ночной охоты» дичь. Уход на «охоту» Филемена стал для стражников ворот обычным делом, потом даже стражники стали открывать ему дверь на условный свист. Для взятия Тарента Ганнибал выбрал день, когда Ливий устраивал пир в Мусейоне, расположенном рядом с агорой, на другом конце города. Никон остался в городе, а Филемен присоединился к солдатам Ганнибала. Ранним утром отборное 10-тысячное войско из легковооружённых пехотинцев и всадников покинуло лагерь, чтобы за один день добраться до города. Вперёд был послан отряд из 80 нумидийцев с двоякой целью: служить передовой разведкой и создавать впечатление обычного грабительского рейда. Ганнибал приказал остановиться в 20 км от Тарента. На следующий вечер войско выступило в путь и подошло к городским воротами глубокой ночью.
В Таренте в это же время Ливий пировал, а Никон с друзьями постарались удержать его как можно дольше на празднике, а затем проводили его до дома. После этого они двинулись в восточную часть города, отведённую под кладбище. Собравшись вокруг могилы Пифионика, они стали ждать светового сигнала Ганнибала, который он обещал подать им с высоты могильного кургана Аполлона Иакинфа. После того, как Ганнибал подал сигнал, юноши пошли к Теменидским воротам, перебили стражу и впустили большую часть карфагенского войска.

## Взятие Тарента

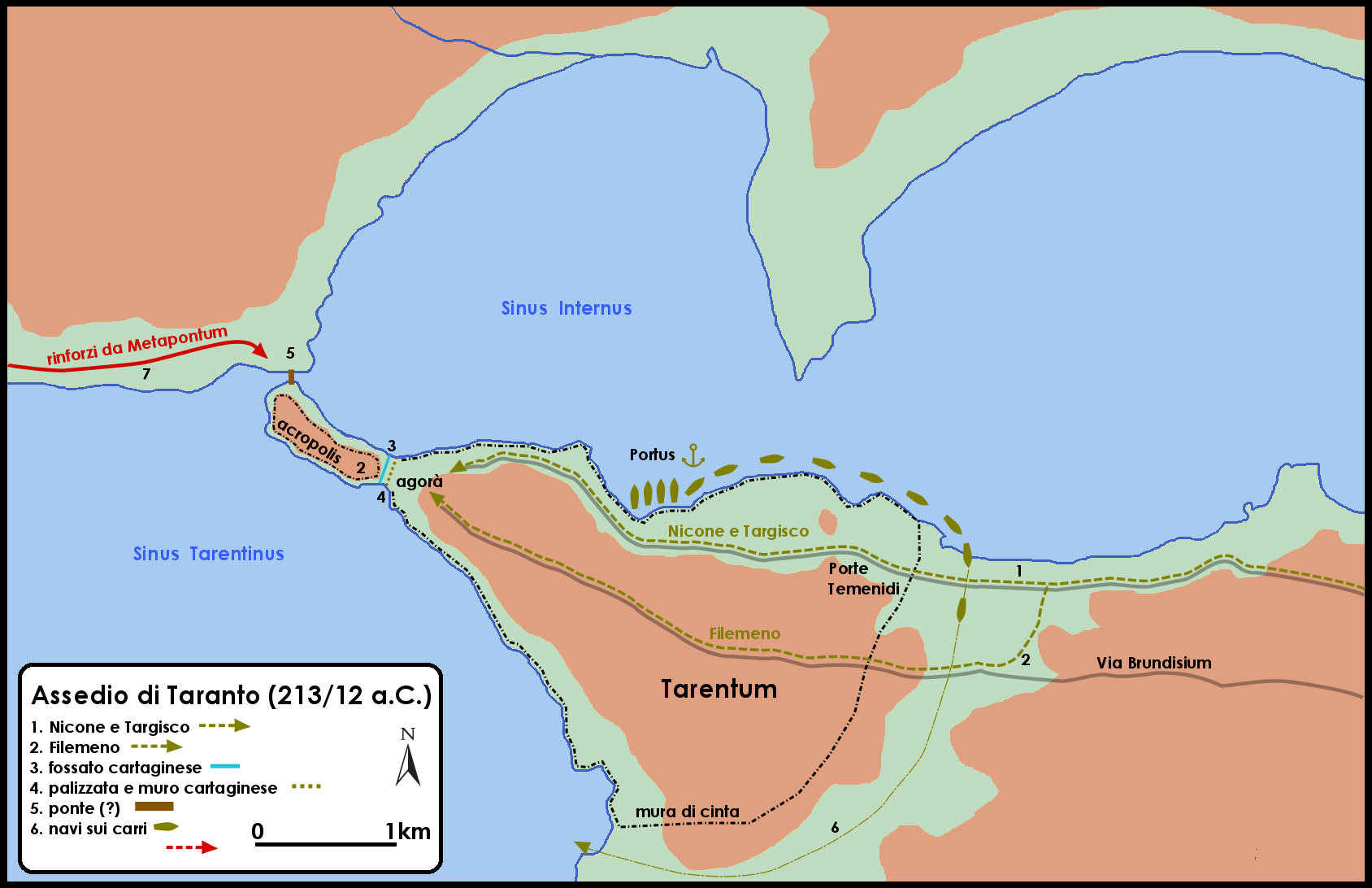
Схема осады Тарента

Большая часть карфагенского войска вступила в Тарент через Теменидские ворота. Другой отряд, состоявший из тысячи африканцев, при котором находился Филемен, подошёл к другим воротам. Услышав знакомый свист, стражник открыл дверь и был свален с ног подоспевшими африканцами. Соединившись, оба карфагенских отряда двинулись к агоре. Ганнибал разделил войско на три отряда и приказал занять город, но не обижать местных жителей. Затем Филемен и его друзья сыграли на римских трубах сигнал сбора. Солдаты гарнизона, спешившие на зов трубы, становились лёгкой добычей карфагенян, притаившихся на тёмных улицах в окрестностях агоры. Утром Ганнибал собрал жителей и объявил, что ничего дурного против них не замышляет.

## Итоги
Однако Тарент не был взят полностью. Ливию с несколькими тысячами солдат удалось укрыться в цитадели, расположенной на краю перешейка, отделявшего бухту Тарента (ныне Маре Гранде) от широкого естественного водоёма (ныне Маре Пикколо), в котором стояли на рейде тарентинские корабли, оказавшиеся в ловушке. Ганнибал не стал штурмовать цитадель, а только приказал вырыть ров и возвести два ряда палисада. Затем он вызволил из ловушки тарентинские суда, претворив в жизнь идею перетащить их по суше с помощью роликовых приспособлений. А римский гарнизон продержался ещё два года, пока римляне не отвоевали город.
Этот успех сыграл роль катализатора. Вскоре Ганнибалу сдались Метапонт и Фурии. Пришла в волнение Лукания. Луканы вошли в сговор с карфагенским командиром в Бруттии, Магоном Самнитом, и подстроили западню проконсулу Тиберию Семпронию Гракху. Зиму Ганнибал провёл в Бруттии, а после этого решил идти на помощь осаждённой Капуе.